# Villars-Fontaine
Villars-Fontaine település Franciaországban, Côte-d’Or megyében. Lakosainak száma 115 fő (2022. január 1.). Villars-Fontaine Segrois, Chaux, Meuilley és Nuits-Saint-Georges községekkel határos.

## Népesség
A település népessége az elmúlt években az alábbi módon változott:
| Lakosok száma | 93   | 112  | 117  | 134  | 122  | 122  | 118  | 113  | 114  | 115  |
|               | 1968 | 1982 | 1990 | 2006 | 2013 | 2015 | 2017 | 2019 | 2020 | 2022 |